# Robert Sawtell
Robert Sawtell (Surrey, 1950. szeptember 29. –) kanadai nemzetközi labdarúgó-játékvezető.

## Pályafutása

### Nemzeti játékvezetés
1988-ban lett az I. Liga játékvezetője.

### Nemzetközi játékvezetés
A Kanadai labdarúgó-szövetség Játékvezető Bizottsága (JB) 1991-ben terjesztette fel nemzetközi játékvezetőnek, a Nemzetközi Labdarúgó-szövetség (FIFA) bíróinak keretébe. Több nemzetek közötti válogatott és klubmérkőzést vezetett. Az aktív nemzetközi játékvezetéstől 1995-ben a FIFA 45 éves korhatárát elérve búcsúzott.

#### Világbajnokság
1991-ben Portugália rendezte az U20-as labdarúgó-világbajnokságot ahol a FIFA JB bíróként foglalkoztatta.
| Időpont          | Helyszín               | Mérkőzés típusa        | Mérkőzés           | Eredmény | Nézők száma |
| ---------------- | ---------------------- | ---------------------- | ------------------ | -------- | ----------- |
| 1991. június 17. | Luz Stadion, Lisszabon | selejtező (A. csoport) | Írország–Dél-Korea | 1 : 1    | 5 500       |

#### Arany Kupa
Az USA és Mexikó együtt adott otthont 2., az 1993-as CONCACAF-aranykupa labdarúgó tornának, ahol a  CONCACAF JB játékvezetőként alkalmazta.
| Időpont          | Helyszín                    | Mérkőzés típusa        | Mérkőzés                  | Eredmény | Nézők száma |
| ---------------- | --------------------------- | ---------------------- | ------------------------- | -------- | ----------- |
| 1993. július 17. | Cotton Bowl Stadion, Dallas | selejtező (A. csoport) | Egyesült Államok–Honduras | 1 : 0    | 16 348      |
| 1993. július 25. | Azték Stadion, Mexikóváros  | döntő                  | Mexikó–Egyesült Államok   | 4 : 0    | 120 000     |

## Szakmai sikerek
- 1991-ben Ray Morgan Memorial Award tulajdonosa,
- 1993-ban a Year díj Sport BC Official elismerést kapta,
- 2009-ben mint a labdarúgás fejlesztésének úttörője, felkerült a sport dicsőségek falára.

## Sportvezetőként
Aktív pályafutását befejezve a kanadai JB elnöke lett.